# Alexandre de Württemberg (1804–1885)
Alexandre de Württemberg (9 de setembro de 1804 - 4 de julho de 1885) foi o pai do duque Francisco de Teck e avô de Adolfo de Cambridge, 1.º Marquês de Cambridge e da rainha Maria do Reino Unido, esposa do rei Jorge V.

## Biografia
Alexandre era filho do duque Luís de Württemberg, irmão do rei Frederico I de Württemberg e da imperatriz Maria Feodorovna da Rússia. A sua mãe era a princesa Henriqueta de Nassau-Weilburg, uma bisneta do rei Jorge II da Grã-Bretanha através da sua filha mais velha, Ana, Princesa Real.
Em 1835, Alexandre casou-se morganaticamente com Claudine Rhédey von Kis-Rhéde, nascida em Sângeorgiu de Pădure, na Roménia. O casal teve três filhos. A sua esposa recebeu o título de condessa de Hohenstein e, seguindo as regras dos casamentos morganáticos, os seus filhos herdaram o título da mãe de condes e condessas de Hohenstein desde o nascimento e não tinham direitos de pelo lado do pai a qualquer estatuto real ou herança.
Em 1841, a sua esposa foi esmagada por cavalos até à morte e Alexandre começou a sofrer de problemas mentais, algo que o iria acompanhar para o resto da vida.
Em 1863, os seus três filhos foram elevados a príncipe e princesas de Teck pelo rei Guilherme I de Württemberg.
Em 1871, o seu filho Francisco recebeu o título de duque de Teck do rei Carlos I de Württemberg, cinco anos depois do seu casamento com a princesa Maria Adelaide de Cambridge, prima em terceiro grau do rei através do rei Jorge II da Grã-Bretanha. As filhas de Alexandre não receberam este novo título e continuaram a ser princesas. O ducado de Teck era um título aristocrático do antigo Reino de Württemberg.

## Descendência
1. Claudina de Teck (11 de fevereiro de 1836 - 18 de novembro de 1894), morreu solteira e sem descendência.
2. Francisco de Teck (28 de agosto de 1837 – 21 de janeiro de 1900), casado com a princesa Maria Adelaide de Cambridge; com descendência.
3. Amélia de Teck (12 de novembro de 1838 - 20 de julho de 1893), casada com o conde Paul von Hügel; com descendência.

## Genealogia
| Alexandre de Württemberg | Pai: Luís, Duque de Württemberg    | Avô paterno: Frederico Eugénio II de Württemberg           | Bisavô paterno: Carlos Alexandre de Württemberg             |
| Alexandre de Württemberg | Pai: Luís, Duque de Württemberg    | Avô paterno: Frederico Eugénio II de Württemberg           | Bisavó paterna: Maria Augusta de Thurn e Taxis              |
| Alexandre de Württemberg | Pai: Luís, Duque de Württemberg    | Avó paterna: Frederica de Brandemburgo-Schwedt             | Bisavô paterno: Frederico Guilherme de Brandemburgo-Schwedt |
| Alexandre de Württemberg | Pai: Luís, Duque de Württemberg    | Avó paterna: Frederica de Brandemburgo-Schwedt             | Bisavó paterna: Sofia Doroteia da Prússia                   |
| Alexandre de Württemberg | Mãe: Henriqueta de Nassau-Weilburg | Avô materno: Carlos Cristiano, Príncipe de Nassau-Weilburg | Bisavô materno: Carlos Augusto de Nassau-Weilburg           |
| Alexandre de Württemberg | Mãe: Henriqueta de Nassau-Weilburg | Avô materno: Carlos Cristiano, Príncipe de Nassau-Weilburg | Bisavó materna: Augusta Frederica de Nassau-Idstein         |
| Alexandre de Württemberg | Mãe: Henriqueta de Nassau-Weilburg | Avó materna: Carolina de Orange-Nassau                     | Bisavô materno: Guilherme IV, Príncipe de Orange            |
| Alexandre de Württemberg | Mãe: Henriqueta de Nassau-Weilburg | Avó materna: Carolina de Orange-Nassau                     | Bisavó materna: Ana, Princesa Real e Princesa de Orange     |